# Naturschutz in Mecklenburg-Vorpommern
Der Naturschutz in Mecklenburg-Vorpommern ist seit (Wieder)bestehen des Bundeslandes im Jahr 1990 ein erklärtes Ziel der Landesregierung.
Das Bundesland Mecklenburg-Vorpommern hat weite Teile seines Territoriums unter Schutz gestellt. Die Handlungsmöglichkeiten werden im Wesentlichen durch das Naturschutzausführungsgesetz bestimmt.
Der Naturschutz besitzt auch positive regionalökonomische Wirkungen. Eine bundesweite Studie belegte für den Müritz-Nationalpark im Jahr 2004 eine regionale Wertschöpfung von 6,8 Mio. Euro.

## Geschichte
Der Naturschutz in Mecklenburg-Vorpommern erfolgte zunächst mit starkem ornithologischen Schwerpunkt. Die ersten Schutzgebiete waren oft sogenannte Vogelfreistätten. Das erste Naturschutzgebiet wurde mit dem NSG 1 – Peenemünder Haken, Struck und Ruden im Jahr 1925 festgesetzt. Wesentliche Unterstützung erhält die ehren- und hauptamtliche Naturschutzarbeit durch die 1954 gegründete Landeslehrstätte in Müritzhof. Einen bedeutenden Impuls erfuhr der Naturschutz durch die Wendezeit 1989/90 und das Nationalparkprogramm der DDR. Zahlreiche neue Schutzgebiete wurden im Land ausgewiesen und durch Verordnung festgesetzt. Für bestehende Gebiete gelten die Verordnungen und Behandlungsrichtlinien bis zu einer Aktualisierung fort. Seit den 1990er Jahren wird das Handeln auch durch Vorgaben der Europäischen Union bestimmt: die FFH-Richtlinie wird umgesetzt mit Auswirkungen auf Artenschutz, Monitoring und Schutzgebietsausweisungen.

## Notwendigkeit
Mecklenburg-Vorpommern ist bekannt für seinen naturräumlichen Reichtum. Zahlreiche Tier- und Pflanzenarten, wie zum Beispiel Schreiadler und Rotbauchunke finden hier ihren Verbreitungsschwerpunkt. Flusstalmoore gibt es in dieser Mannigfaltigkeit nur in Mecklenburg-Vorpommern.
Die Landschaftsgeschichte der letzten 10.000 Jahre seit Ende der Eiszeit führten zu zahlreichen Biotopen, die durch die Wirtschaftsweise des Menschen bedroht sind. Beispielhaft seien genannt, die Steilküsten, Strände, Salzwiesen, Boddengewässer, Seen, Moore und Sümpfe, Sölle, Bruch- und Auwälder sowie Bäche und Flüsse mit ihren Quellen.
Andererseits schuf der Mensch in den letzten Jahrhunderten erhaltenswerte Kulturlandschaften, wie Nasswiesen, Zwergstrauch- und Wacholderheiden, Feldgehölze, Trockenrasen und Salzgrünländer. Feldgehölze und Feldhecken.

## Akteure
Oberste Naturschutzbehörde ist das Ministerium für Landwirtschaft und Umwelt, dem als obere Naturschutzbehörde das Landesamt für Umwelt, Naturschutz und Geologie zugeordnet ist. Vollzugsaufgaben auf regionaler Ebene übernehmen zum einen die Staatlichen Ämter für Landwirtschaft und Umwelt sowie die Unteren Naturschutzbehörden der Landkreise und Städte.
Im Handlungsfeld agieren weiterhin zahlreiche ehrenamtliche Helfer, Umweltverbände (zum Beispiel NABU, BUND, WWF, Schutzgemeinschaft Deutscher Wald, Grüne Liga, Landesjagdverband, Landesangelverband, Arbeitsgruppe Heimische Wildfische, Touristenverein „Die Naturfreunde“ und Fördervereine der Großschutzgebiete) sowie Stiftungen (z. B. Stiftung Umwelt und Naturschutz, Deutsche Wildtier Stiftung).
Finanzielle Hilfe leistet oft die BINGO-Umweltlotterie und das Bundesamt für Naturschutz durch langfristige Finanzierung von Naturschutzgroßprojekten.

## Artenschutz
Der Artenschutz wird von allen staatlichen Naturschutzakteuren wahrgenommen. Aufgaben nach dem Bundesnaturschutzgesetz und dem Washingtoner Artenschutz-Übereinkommen wurden dem Landesamt für Umwelt, Naturschutz und Geologie in Güstrow übertragen. Zuarbeiten erfolgen oft von den unteren Naturschutzbehörden.

## Geschützte Biotope
Zahlreiche Biotope genießen nach dem Landesnaturschutzgesetz einen pauschalen Schutz vor menschlichen Eingriffen. Im Wald z. B. sind dies, ab einer bestimmten Größe, Bruch-, Au- und Dünenwälder sowie Moore und andere Feuchtlebensräume. Die geschützten Biotope werden seit den 1990er Jahren landesweit aufgenommen und sind in den Grunddaten für jeden Bürger über das Internet einsehbar.

## Naturschutzgroßprojekte
Die Finanzierung erfolgt hauptsächlich aus Bundesmitteln (bis zu 75 %). Die Landesverwaltung steuert dazu in der Regel 15 % und die Projektträger (zum Beispiel Landkreise, Zweckverbände oder Vereine) 10 % der Kosten bei. Bisher wurden drei Projekte im Land realisiert:
- Peenetal/Peene-Haff-Moor mit einem Fördervolumen von 31 Mio. Euro (1992 bis 2008) in der Trägerschaft des Zweckverbandes „Peenetal-Landschaft“[9]
- Ostrügensche Boddenlandschaft mit einem Fördervolumen von 12 Mio. Euro (1995 bis 2009) in der Trägerschaft des Landschaftspflegeverbandes Rügen[10]
- Schaalsee-Landschaft mit einem Fördervolumen von 25 Mio. Euro (1992 bis 2009) in der Trägerschaft des gleichnamigen Zweckverbandes[11]

Die Projekte waren jeweils mit einer umfangreichen Pflege- und Entwicklungsplanung zu untersetzen.
Seit dem Jahr 2009 gibt es das neue Naturschutzgroßprojekt Nordvorpommersche Waldlandschaft.

## Schutzgebiete nach EU-Recht (FFH, SPA)
Ein Drittel der Landesfläche ist als FFH-Gebiet und Vogelschutzgebiet (tlw. einstweilig) gesichert.
In Mecklenburg-Vorpommern gibt es 234 Gebiete gemeinschaftlicher Bedeutung nach der FFH-Richtlinie, die eine Fläche von zwei bis 60.000 Hektar einnehmen. Es kommen 58 verschiedene Lebensraumtypen nach Anlage 1 der FFH-Richtlinie in Mecklenburg-Vorpommern vor. Hinzu kommen 62 Vogelschutzgebiete (SPA) mit einer Größe von 8 bis 120.000 Hektar.
Zur Erreichung der Schutzbestimmungen wird für einen Teil der Gebiete ein detaillierter Maßnahmeplan erarbeitet. Konkreten Schutz besitzen die Flächen oft erst durch die enthaltenen Schutzgebiete nach Landesrecht (Status Naturschutzgebiet oder Landschaftsschutzgebiet).

## Naturschutzgebiete

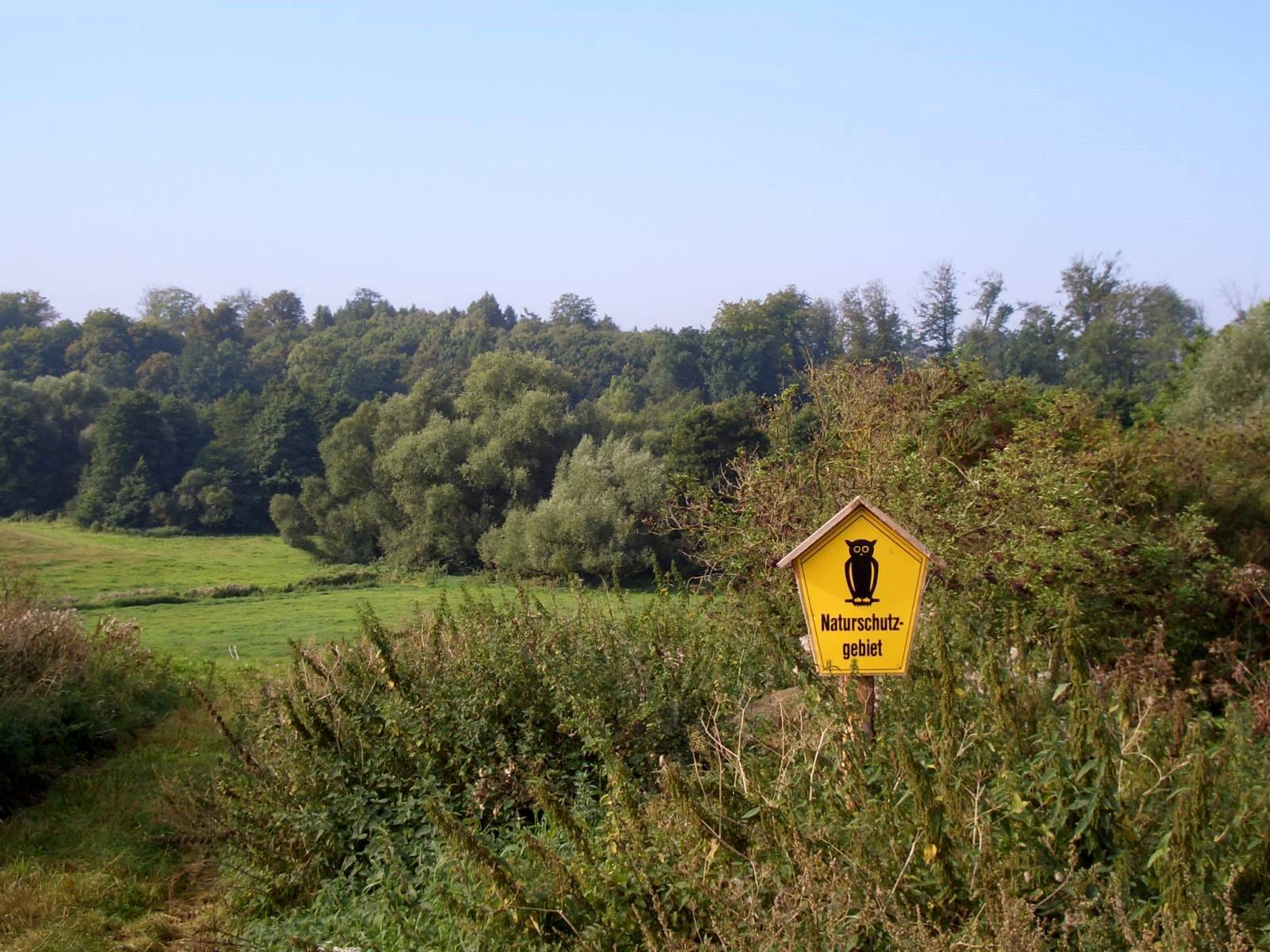
Naturschutzgebiet

Aktuell sind in Mecklenburg-Vorpommern 284 Naturschutzgebiete eingerichtet. Die Zielsetzung besteht in Entwicklung oder Erhalt von Natur und Landschaft. Nutzung ist oft erlaubt und nötige Voraussetzung zur Erreichung des Schutzzweckes. Sie nehmen eine Gesamtfläche circa 80.000 Hektar ein, was 2,5 Prozent der Landesfläche MV entspricht. Die mittleren Größe beträgt 271 Hektar. Zusammen mit den Nationalparken nehmen Naturschutzgebiete 192.584 Hektar ein (6,2 Prozent der Landesfläche M-V).
Naturschutzgebiete können von Einzelpersonen oder juristischen Personen betreut werden. Bestandteil der Betreuung sind neben der Flächenbeobachtung auch Öffentlichkeitsarbeit und nötige Pflegemaßnahmen.
Die Ausweisung erfolgt jeweils durch eine Naturschutzgebietsverordnung, wobei die Grenzen des Schutzgebiets in einer anliegenden Karte dargestellt werden.
Die Gebiete befinden sich in verschieden gutem Zustand. Häufig führen Entwässerungen und Nährstoffeinträge zu Beeinträchtigungen.

## Landschaftsschutzgebiete

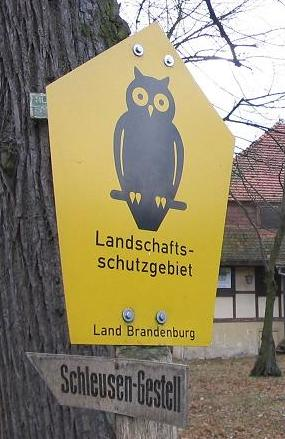
Landschaftsschutzgebiet

Landschaftsschutzgebiete werden durch Verordnung von den Landkreisen (untere Naturschutzbehörde) ausgewiesen und dienen vorrangig dem Erhalt das Landschaftsbildes sowie als Erholungsraum. Sie erhalten oft Einschränkungen für Forstwirtschaft, Baugenehmigungen etc., um den Charakter der Landschaft zu erhalten. Die Fläche der Landschaftsschutzgebiete in Mecklenburg-Vorpommern beträgt fast 700.000 Hektar und entspricht somit etwa einem Fünftel der Landesfläche.

## Naturdenkmale und  Geschützte Landschaftsbestandteile

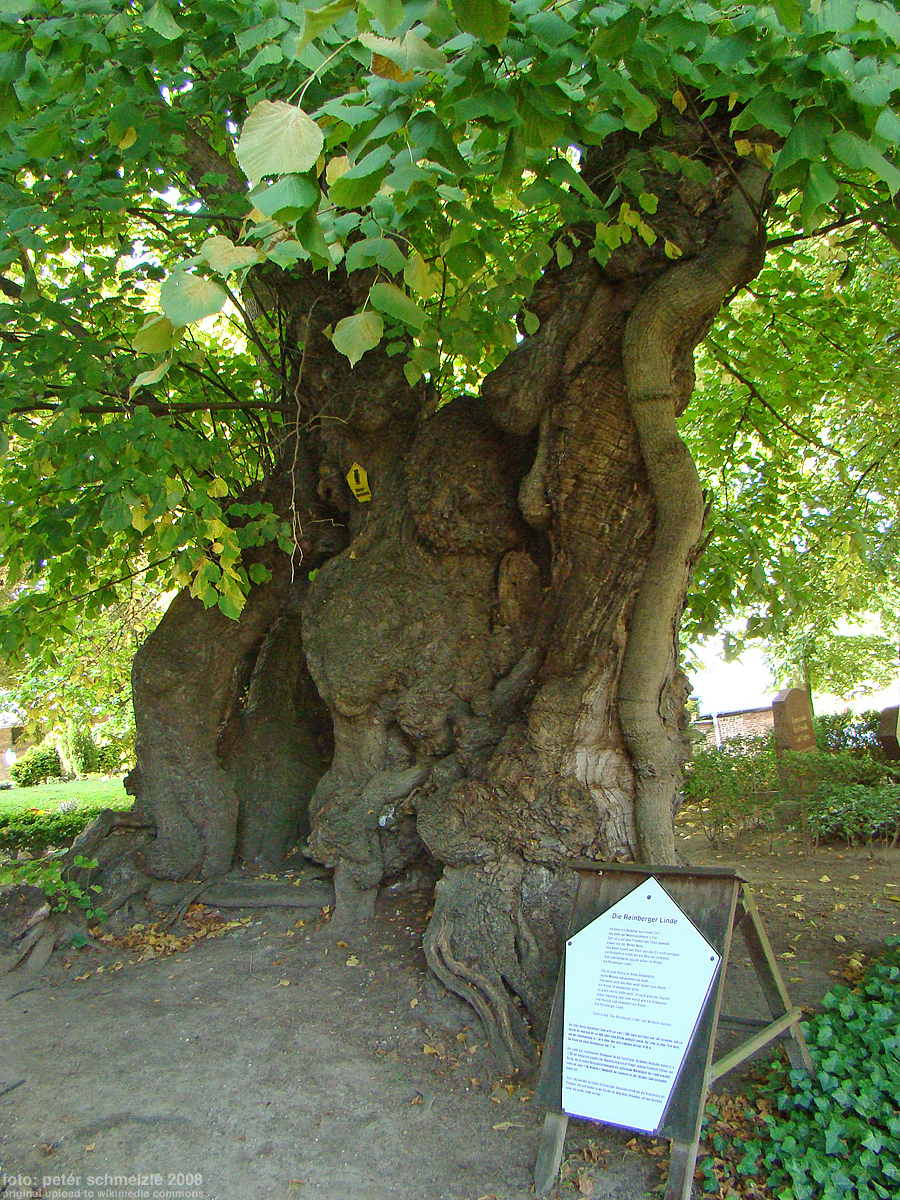
Naturdenkmal

Von der örtlich zuständigen Gemeinde oder unteren Naturschutzbehörde (Landkreise bzw. kreisfreie Städte) können schützenswerte Bestandteile von Natur und Landschaft als Geschützter Landschaftsbestandteil ausgewiesen werden.
Die nach früherer Naturschutzgesetzgebung als Naturdenkmale ausgewiesenen Objekte haben weiterhin Bestand, sie können bei Eignung in geschützte Landschaftsbestandteile überführt werden. Es handelt sich hierbei in der Regel um Kolke, Quellen, Findlinge sowie alte oder seltene Bäume. Es gibt über 2000 Naturdenkmale in Mecklenburg-Vorpommern.

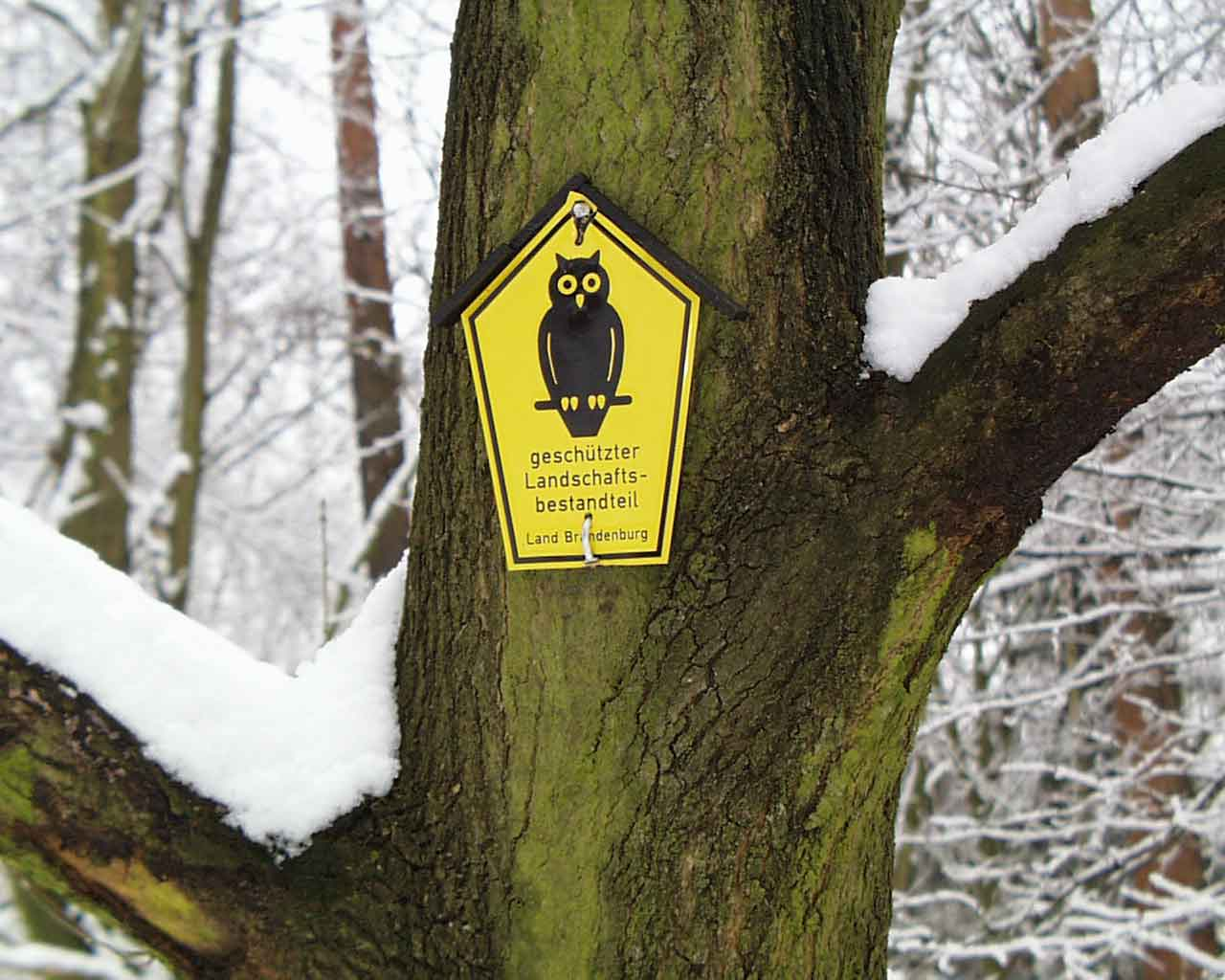
Geschützter Landschaftsbestandteil

## Nationalparks
Auf Mecklenburg-Vorpommerns Gebiet befinden sich drei der 15 deutschen Nationalparks. Sie nehmen u. a. einen großen Teil der Ostseeküste ein.
- Nationalpark Vorpommersche Boddenlandschaft
- Nationalpark Jasmund
- Müritz-Nationalpark

Eine umfangreiche Bestandsanalyse und die Festlegung von Entwicklungszielen fand in den Gebieten durch die Erstellung von Nationalparkplänen in den Jahren 1998 bis 2003 statt. Rechtliche Festlegungen erfolgten durch Regelungen zur Waldbehandlung und Jagdausübung in Nationalparken.

## Biosphärenreservate
- Flusslandschaft Elbe – Mecklenburg-Vorpommern
- Schaalsee
- Südost-Rügen

## Naturparke
- Am Stettiner Haff
- Feldberger Seenlandschaft
- Flusslandschaft Peenetal
- Insel Usedom
- Mecklenburgische Schweiz und Kummerower See
- Nossentiner/Schwinzer Heide
- Sternberger Seenland

Nationalparke, Biosphärenreservate und Naturparke werden zusammen auch als Großschutzgebiete bezeichnet. Der überwiegende Teil wurde im Rahmen des Nationalparkprogramms der DDR im Jahr 1990 ausgewiesen.